# Трубіцино (Псковська область)
Трубіцино (рос. Трубицино) — присілок в Палкінському районі Псковської області Російської Федерації.
Населення становить 14 осіб. Входить до складу муніципального утворення Новоуситовська волость.

## Історія
Від 2015 року входить до складу муніципального утворення Новоуситовська волость.

## Населення
| 2001 | 2002 | 2010 | 2013 | 2014 | 2016 |
| ---- | ---- | ---- | ---- | ---- | ---- |
| 33   | ↘27  | ↘23  | ↗25  | ↘22  | ↘14  |